# Amazzone ferita
L'Amazzone ferita è una scultura di Policleto della seconda metà del V secolo a.C., scomparsa e nota solo da copie romane, scolpita per il tempio di Artemide a Efeso.

## Storia e descrizione
Posteriore al Doriforo, la statua fu creata in occasione di una gara indetta dal Santuario di Artemide di Efeso, intorno al 435 a.C. in competizione con Fidia, Cresila e Fradmone. Si trattava infatti di realizzare una scultura di amazzone ferita. Plinio ci informa che a vincere fu Policleto, seguito da Fidia (terzo fu Kresilas e quarto Phradmon).
(Plinio il Vecchio (Naturalis Historia XXXIV, 53)
È tutt'oggi oggetto di discussione l'attribuzione delle quattro amazzoni, ciascuna al proprio scultore e questo perché tre di loro presentano caratteristiche policletee. 
- L'Amazzone di Berlino[2] appare simile al Doriforo. Tuttavia il chiasmo non è coerente perché la spalla destra è sollevata al posto della sinistra. Inoltre il gomito sporgente impedisce di inserire idealmente la statua all'interno di un solido geometrico. Detta anche Amazzone Sciarra[3], un altro esemplare ben conservato si trova al Metropolitan di New York[4].
- L'Amazzone capitolina,  una copia di epoca romana firmata da Sosiklès (o Sòsicle, scultore ateniese della fine del II secolo d.C.), conservata ai Musei Capitolini di Roma. Appartenuta alla celebre Collezione Albani, fu integrata da Carlo Antonio Napolioni (1675-1742), celebre restauratore[5]. Presenta il braccio destro sollevato, forse in origine brandente la lancia sulla quale la figura era in appoggio e presenta la ferita sul fianco destro. Nell’Amazzone è chiaro il ricorso sia alla ponderazione sia al rapporto chiastico di tipo policleteo, benché secondo un ritmo inverso rispetto a quelli del Doriforo e del Diadumeno, essendo qui la sinistra la gamba portante. Appare pertanto più probabile l'attribuzione a Policleto di questa variante[3]. Le proporzioni di quest'amazzone sono quelle più coerenti col Doriforo. Un'attenta analisi ha inoltre chiarito che quest'opera è l'unica delle quattro a presentare precisi rapporti metrici persino nel panneggio.
- L'Amazzone Mattei, nota nelle versioni dei Musei Vaticani e dei Musei Capitolini[6],  viene normalmente attribuita a Fidia, sebbene frammenti del calco ricavato dall'originale, rinvenuti a Baia, sembrino indicare che l'amazzone in questione reggesse un arco (mentre dalle fonti sappiamo che la statua di Fidia era appoggiata ad una lancia).

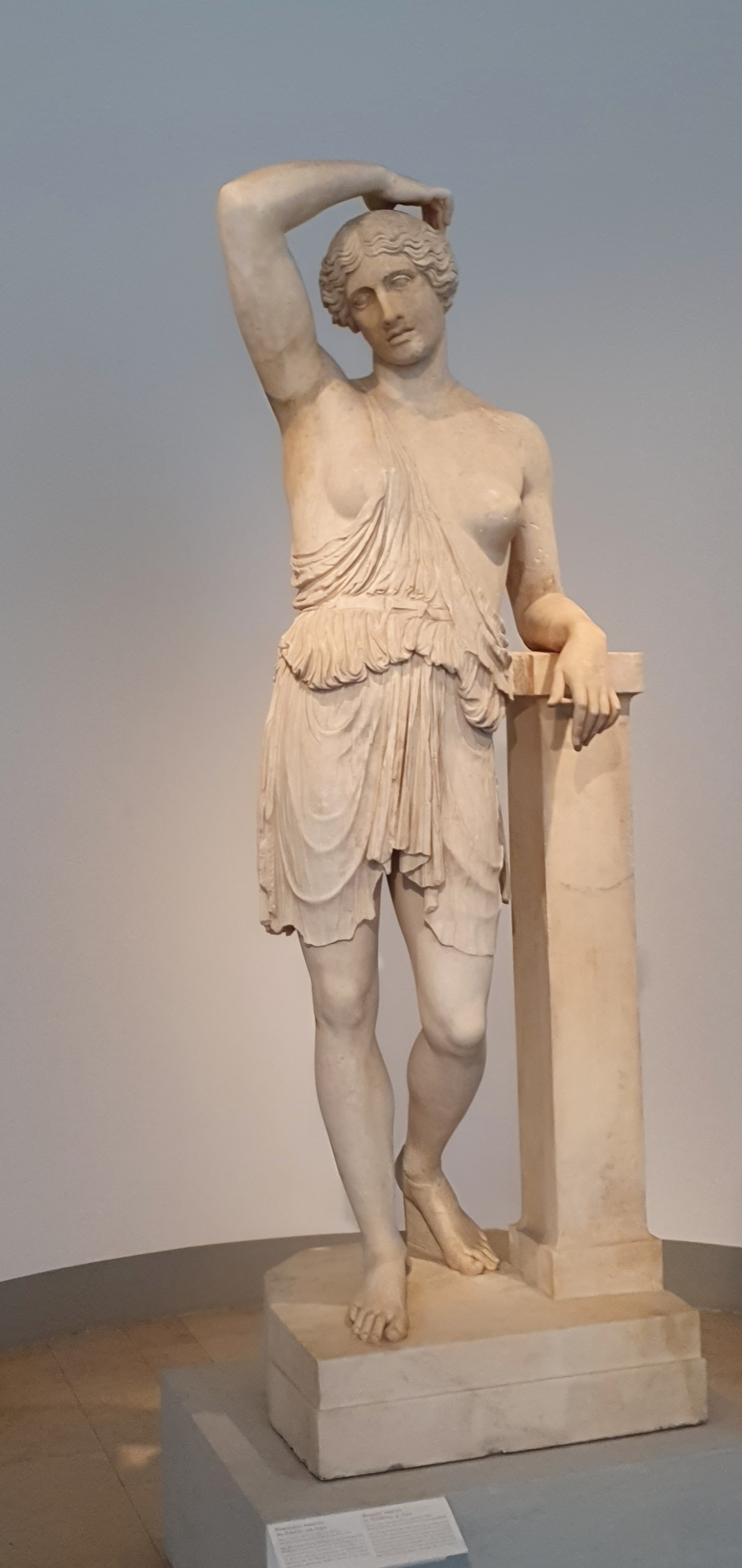
Amazzone ferita tipo Sciarra, Altes Museum
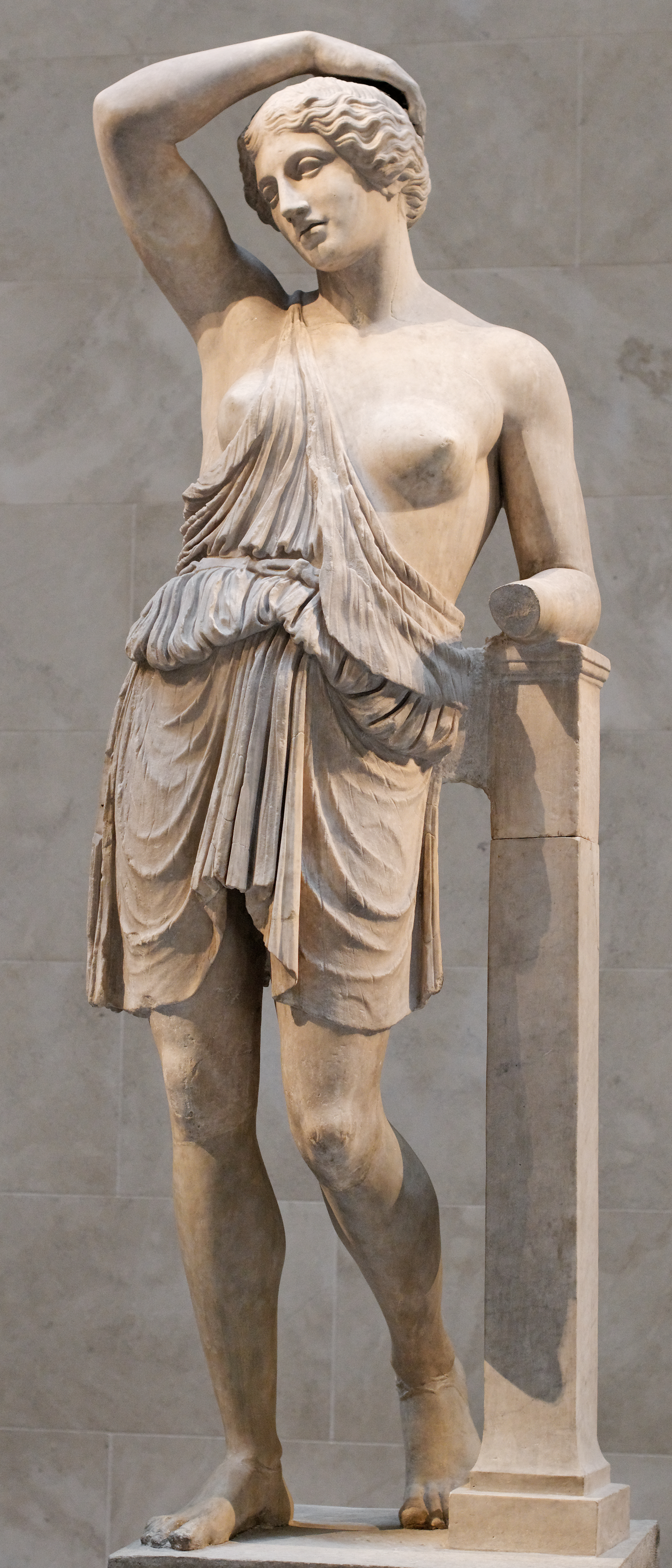
Amazzone ferita, Metropolitan Museum of Art
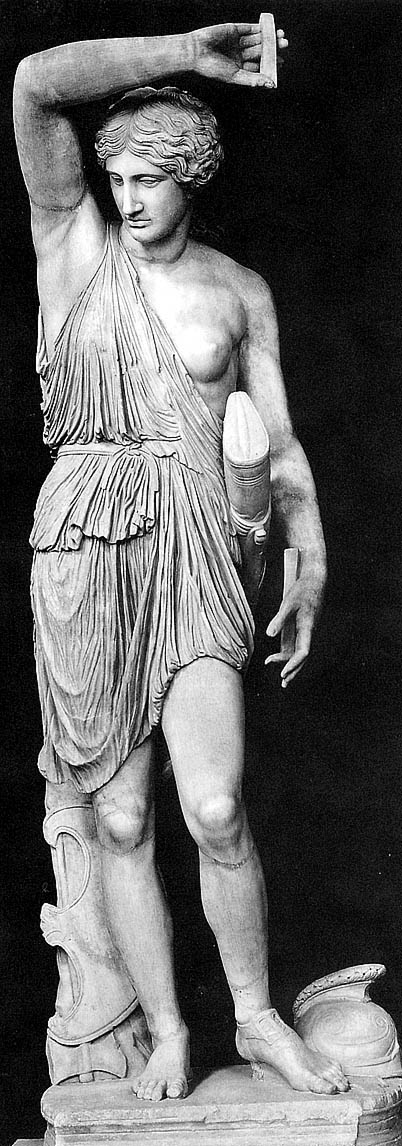
Amazzone Mattei, Museo Pio-Clementino (Musei Vaticani)
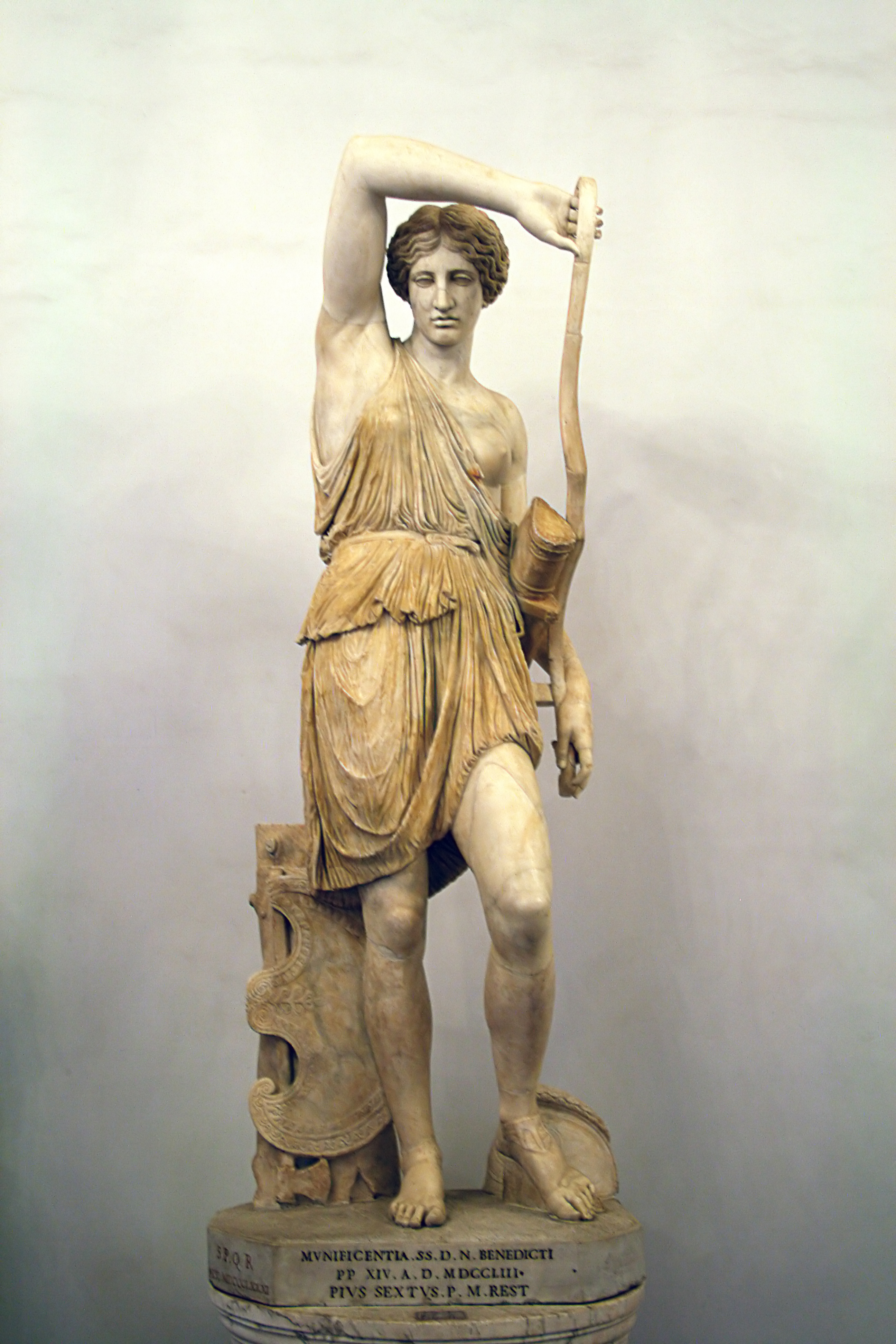
Amazzone ferita tipo Mattei, Musei Capitolini